# Marcos (Norra Ilocos)
Marcos (Bayan ng Marcos) är en kommun i Filippinerna. Kommunen ligger på ön Luzon, och tillhör provinsen Norra Ilocos. Folkmängden uppgår till 15 154 invånare.
Marcos är indela i 13 barangayer.